# Gabriella Quevedo
Gabriella Quevedo (Kinna, 12 de gener de 1997) és una guitarrista sueca.

## Biografia
El 2009 va començar a aprendre la guitarra escoltant el seu pare amb qui, el 2017, va tocar en duet Shape Of My Heart de Sting i el guitarrista argentí Dominic Miller.
El 2010, somniant de convertir-se en un professional en solitari guitarrista fingerstyle, va publicar el seu primer vídeo de YouTube, una interpretació de Missing you de Sungha Jung. En aquell moment té trenta-tres subscriptors a YouTube.
El 2011, de gira a Suècia, Sungha Jung, la convida a tocar junts Billie Jean de Michael Jackson al Paladium de Växjö. Té quatre mil subscriptors de YouTube.
El 2014, la seva interpretació d’Hotel California de Eagles en un arranjament de Tomi Paldanius, va ser escoltada més de divuit milions de vegades al seu canal amb més de dos-cents milions de visitants i un milió de subscriptors de YouTube.
El 2016 va fer la gira asiàtica "All female guitar night" (Nit de la guitarra femenina) amb Sandra Bae (산드라 배) i Kanaho (奏帆) a Sugiyama al Japó, Corea del Sud, Taiwan amb Chi Chuan Hsu (綺娟) i Xina.
El 2017 va crear l'empresa Gabriella Quevedo Music. És autodidacta, no canta i comença a realitzar els seus primers arranjaments.
El 2018, el segell de producte United Screens per a les principals botigues de música en línia emet el seu primer àlbum "Acoustic Cover Songs Vol.1" amb els seus arranjaments d'estàndards pop.
El 2019, impulsat per YouTube Music, Gabriella Quevedo publica les seves primeres cançons originals "Last Time" i "Remember" peI segell United Screens que va gravar a l'estudi de Benny Andersson a l'illa de Skeppsholmen al centre d'Estocolm.

## Discografia
- | • Acoustic Cover Songs Vol. 1 (2018)                                                                                                                                                                                                                                                                                                                                                                                                                                |
| --- |
| (United Screens) 1. Another Brick In The Wall (4:27) 2. Back (3:41) 3. Blackbird (2:30) 4. Californication (5:55) 5. Dancing Queen (3:40) 6. Fragile (3:35) 7. Here Comes the Sun (3:10) 8. I See Fire (4:05) 9. Libertango (2:42) 10. Money Money Money (3:16) 11. Sorry Seems to Be the Hardest Word (3:44) 12. Time In a Bottle (2:44) 13. Under the Bridge (3:52) 14. We Are the Champions (3:00) 15. When the Children Cry (4:55) 16. Wonderful Tonight (3:36) |

- | • Last Time (2019)                   |
| ------------------------------------ |
| (United Screens) 1. Last Time (3:44) |

| • Remember (2019)                   |
| ----------------------------------- |
| (United Screens) 1. Remember (3:31) |

## Concerts
- 2012 : Alemanya : Lemgo amb Hansel Pethig.[21] Blomberg amb Sungha Jung.[3] Suècia : Göteborg amb Tommy Emmanuel.[2]
- 2013 : Alemanya : Blomberg amb Adam Rafferty.[22] Suècia : Festival de guitarra Sundsvall.[23]
- 2014 : Suècia : Estocolm, Jönköping, Göteborg amb Sungha Jung,[24] Kinna, festival international de guitarra à Uppsala.[25] Noruega : Festival de guitarra Larvik.[26]
- 2015 : Suècia : Göteborg : acte inaugural inclòs Hotel California durant el concert d'Andy McKee. Fuzz Guitar Show 15.[27]
- 2016 : Japó:[14] Tòquio, Kyoto. Corea del Sud : Busan, Seül. Taiwan : Tainan, Hualien, Taipei. Xina:[17] Guang Zhou, Cheng Du, Chong Ging, Chang Sa, Xangai, Beijng.
- 2016 : Estats Units : Anaheim, actuació en directe Ebon Coast d'Andy McKee durant l'espectacle NAMM[28] per a Taylor Guitars.
- 2016 : Alemanya : Treppendorf Burgebrach, concert del Thomann Akustik Guitar Day.[29] Suècia : Fòrum Internacional de Guitarra Borås a la Casa de Cultura de Brygghuset.[10]
- 2017 : Suècia : a Kinna Krog, interpreta la superstició de Stevie Wonder i és convidada al festival de guitarra Sundsvall i al festival Larvik a Noruega.

## Premis
- 2012 : Premi de joves talents del festival international de guitarra d'Uppsala (en), Suècia.[1][25] És la primera jove a guanyar aquest premi.[30]
- 2014 : premi del públic a la millor versió instrumental de Young Girls de Bruno Mars al concurs Ryan Seacrest.[31][32]
- 2016 : Premi Albin Hagström de la Reial Acadèmia Sueca de Música.[33][34]